# Naturschutzgebiet Giershagener Buchholz

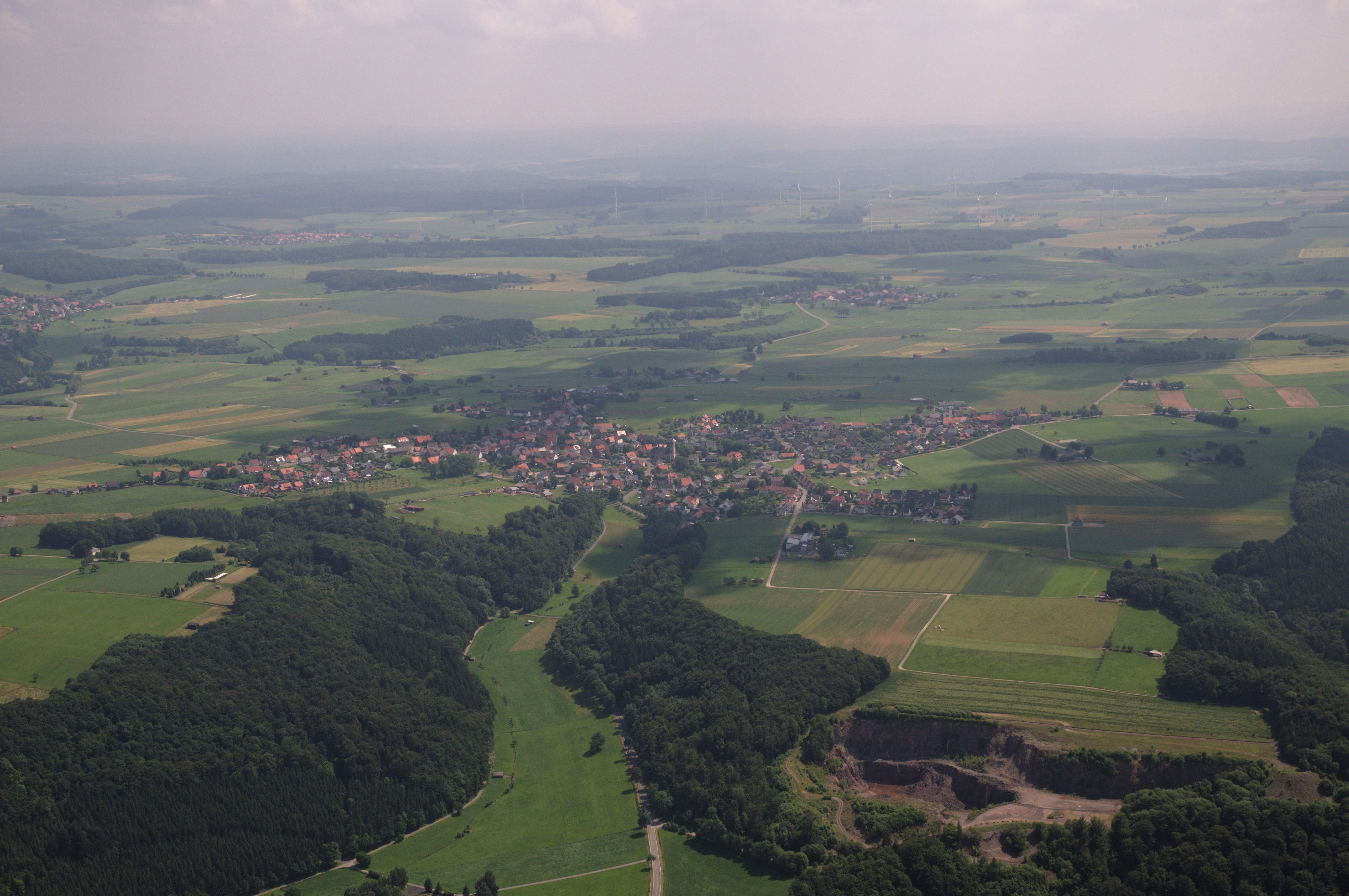
Fotoflug Sauerland-Ost, Giershagen, Blickrichtung Osten; rechts stillgelegter Steinbruch und Naturschutzgebiet Giershagener Buchholz (2013)

Das Naturschutzgebiet Giershagener Buchholz mit einer Größe von 26,37 ha liegt nördlich von Giershagen im Stadtgebiet von Marsberg im Hochsauerlandkreis. Es wurde 2008 mit dem Landschaftsplan Marsberg als Naturschutzgebiet (NSG) ausgewiesen. Das NSG gehört seit 2023 zum Vogelschutzgebiet Diemel- und Hoppecketal mit angrenzenden Wäldern.

## Beschreibung
Den Untergrund des NSG bildet Kalkstein. Das NSG umfasst einen Rotbuchenwald.